# Черепахи можуть літати
«Черепахи можуть літати» (перс. لاک پشت ها هم پرواز می کنند; курд. کیسەڵەکان دەفڕن; тур. Kaplumbağalar Da Uçar) — фільм-драма іранського режисера курдського походження Бахмана Гобаді. Фільм був у числі претендентів на премію «Оскар» за найкращий фільм іноземною мовою в іранському списку номінацій. Зйомки фільму проходили у Франції, в Ірані та в Іраку. Це перший фільм, що знято в Іраку після падіння режиму Саддама Хусейна.

## Сюжет
Сюжет фільму будується на подіях, які розвиваються в курдському таборі для біженців, розташованому на турецько-іракському кордоні напередодні вторгнення коаліційних сил до Іраку в 2003 році. 13-річний Сателіт (Соран Ебрахім), який розуміє англійську, зайнятий установкою антен для жителів місцевих сіл, які бажають дивитися теленовини і знати про можливий початок війни.
У цей час в таборі з'являються безрукий хлопець (Хіреш Фесал Рахман) з дівчиною (Аваз Латіф) та зі сліпим малюком (Абдул Рахман Карим) на ім'я Рига. Безрукий хлопець, якого звати Хенгов, за чутками, має дар ясновидіння. Головний герой закохується в супутницю Хенгова — мовчазну і сувору Агрін, яка приходиться останньому рідною сестрою.

## В ролях
| Актор              | Роль    |
| ------------------ | ------- |
| Соран Ебрахім      | Сателіт |
| Аваз Латіф         | Агрін   |
| Хіреш Фесал Рахман | Хенгов  |
| Абдул Рахман Карим | Рига    |
| Аджиль Зібарі      | Ширкух  |

## Нагороди та номінації
| Міжнародний кінофестиваль «Camerimage»            | 2004 | «Золота жабка»                  | Номінація |
| Міжнародний кінофестиваль у Чикаго                | 2004 | «Срібний Г'юго»                 | Перемога  |
| Міжнародний кінофестиваль у Форт-Лодердейлі       | 2004 | Президентська нагорода          | Перемога  |
| Міжнародний кінофестиваль для дітей в Ісфагані    | 2004 | «Золотий метелик»               | Перемога  |
| Міжнародний кінофестиваль в Сан-Паулу             | 2004 | Премія від журі                 | Номінація |
| Міжнародний кінофестиваль в Сан-Паулу             | 2004 | Премія від журі (заохочувальна) | Перемога  |
| Міжнародний кінофестиваль в Сан-Паулу             | 2004 | Приз глядацьких симпатій        | Перемога  |
| Міжнародний кінофестиваль в Токіо «Filmex»        | 2004 | Гран-прі                        | Номінація |
| Міжнародний кінофестиваль в Токіо «Filmex»        | 2004 | Премія від журі                 | Перемога  |
| Міжнародний кінофестиваль в Токіо «Filmex»        | 2004 | Приз глядацьких симпатій        | Перемога  |
| Міжнародний кінофестиваль сучасного кіно в Мехіко | 2005 | «Найкращий фільм»               | Перемога  |
| Міжнародний кінофестиваль сучасного кіно в Мехіко | 2005 | Приз глядацьких симпатій        | Перемога  |
| Міжнародний кінофестиваль у Фрібурі               | 2005 | Гран-прі                        | Номінація |
| Міжнародний кінофестиваль у Фрібурі               | 2005 | Нагорода «E-Changer»            | Перемога  |
| Міжнародний кінофестиваль у Фрібурі               | 2005 | Приз глядацьких симпатій        | Перемога  |
| Міжнародний фестиваль незалежного кіно «Анонімул» | 2005 | «Анонімул»                      | Перемога  |
| Берлінський міжнародний кінофестиваль             | 2005 | «Кришталевий ведмідь»           | Перемога  |
| Берлінський міжнародний кінофестиваль             | 2005 | «Peace Film Award»              | Перемога  |
| Міжнародний кінофестиваль у Сетубалі              | 2005 | «Золотий дельфін»               | Перемога  |
| Міжнародний кінофестиваль в Копенгагені «NatFilm» | 2005 | Приз глядацьких симпатій        | Перемога  |
| Роттердамський міжнародний кінофестиваль          | 2005 | Приз глядацьких симпатій        | Перемога  |
| Міжнародний кінофестиваль в Сан-Франциско         | 2005 | Приз глядацьких симпатій        | Перемога  |
| Міжнародний кінофестиваль у Сан-Себастьяні        | 2005 | «Золота мушля»                  | Перемога  |
| Міжнародний кінофестиваль у Сан-Себастьяні        | 2005 | «Найкращий фільм»               | Перемога  |
| Кінопремія «Супутник»                             | 2005 | «Найкращий фільм»               | Номінація |
| Талліннський кінофестиваль «Темні ночі»           | 2005 | Спеціальна премія               | Перемога  |
| Тбіліський міжнародний кінофестиваль              | 2005 | «Золотий Прометей»              | Перемога  |
| Міжнародний кінофестиваль у Тромсе                | 2005 | «Аврора»                        | Перемога  |
| Аргентинська академія кіномистецтв і наук         | 2006 | Приз академії                   | Номінація |
| Асоціація кінокритиків Аргентини                  | 2007 | «Срібний кондор»                | Перемога  |

## Критика
Фільм отримав переважно позитивні і схвальні відгуки і нині має 88 % рейтингу на сайті Rotten Tomatoes та 85 % — на сайті Metacritic.